# Astragalus albicalycinus
Astragalus albicalycinus är en ärtväxtart som beskrevs av Hub.-mor. och Victoria Ann Matthews. Astragalus albicalycinus ingår i släktet vedlar, och familjen ärtväxter. Inga underarter finns listade i Catalogue of Life.